# Câblé
Câblé (titre original : Hardwired) est un roman cyberpunk de Walter Jon Williams en 1986.

## Parutions
Paru en français en 1987 chez Denoël (Présence du futur, no 437), il est réédité en 1996 dans le coffret/anthologie Les Cybernautes puis en 2004 dans le recueil Câblé +.

## Résumé
Cowboy, le pilote déchu, livre de la marchandise de contrebande aux commandes de son panzer. N’importe quelle marchandise. Sarah, la crade, accepte des contrats pour survivre dans la rue. N’importe quels contrats. Tous deux sont durs, performants, câblés... et désespérés. Transgresser les règles de leur monde ? Impossible ! À moins d’une improbable rencontre qui les mènerait chez Reno au cerveau désincarné dans la matrice, chez Roon l'orbital shooté au pouvoir, chez le roublard, chez Maurice... Une rencontre qui les conduirait au-delà de leurs principes, aux limites extrêmes de leurs réflexes câblés.

## Thèmes
Câblé rassemble de nombreux thèmes du cyberpunk : personnages électroniquement augmentés, drogues, multinationales hégémoniques (les 'orbitaux'), matrice et interface avec le monde virtuel… On y trouve également, et de manière clé, les thèmes suivants :
- Le pilotage : au travers de Cowboy, Maurice, Warren...
- La route : avec notamment une référence explicite à Route 666 de Roger Zelazny (titre original : Damnation Alley, 1969).
- Le grain de sable dans la machine.